# 庄季裕
庄季裕（?—?），名绰，字季裕。太原清源（今山西清徐）人，宋朝政治人物。
早年摄襄阳尉，曾官于顺昌、澧州等地。建炎年間知鄂州。绍兴元年官朝奉郎、通判建昌军。又曾任右朝请郎、充江南西路安抚制置使司参谋官。有《鸡肋编》三卷。